# Tibor Gallai
Tibor Gallai (nascido Tibor Grünwald; 15 de julho de 1912 – 2 de janeiro de 1992) foi um matemático húngaro. Trabalhou em combinatória, especialmente em teoria dos grafos, e foi amigo e colaborador de Paul Erdős por toda a vida. Foi aluno de Dénes König e orientador de László Lovász. Foi membro correspondente da Academia de Ciências da Hungria (1991).

## Seus principais resultados
A decomposição de Gallai–Edmonds, provada independentemente por Gallai e Jack Edmonds, descreve grafos finitos do ponto de vista dos emparelhamentos. Gallai também provou, com Arthur Milgram, o teorema de Dilworth em 1947, mas como eles hesitaram em publicar o resultado, Dilworth o descobriu e publicou independentemente.
Gallai foi o primeiro a provar a versão de dimensão superior do teorema de van der Waerden.
Com Paul Erdős deu uma condição necessária e suficiente para uma sequência ser a sequência de graus de um grafo, conhecido como teorema de Erdős-Gallai.